# بدر بادي
بدر بادي النخلي (مواليد 1 ديسمبر 1988) هو لاعب كرة قدم سعودي لعب سابقاً في نادي أحد.

## وصلات خارجية
- بدر بادي على موقع قاعدة بيانات كرة القدم.إي يو (الإنجليزية)
- بدر بادي على موقع Soccerway.com (الإنجليزية)

- بدر بادي النخلي